# Deux petits pas sur le sable mouillé
Deux petits pas sur le sable mouillé est un récit d'Anne-Dauphine Julliand sur sa vie familiale marquée par la maladie de sa fille Thaïs puis celle de son autre fille Azylis. Il reçoit en octobre 2011 le prix Paroles de patients, et le prix Le Pèlerin du témoignage en 2013.

## Récit
Anne-Dauphine Julliand remarque que sa fille a une démarche curieuse sur la plage, d'où le titre du récit : Deux petits pas sur le sable mouillé. Des examens sont pratiqués. Thaïs a deux ans quand le diagnostic tombe : c'est une leucodystrophie métachromatique, une maladie génétique incurable ; il ne lui reste que quelques mois à vivre. Ses parents lui font la promesse de l'accompagner et de l'aimer jusqu'au bout, en appliquant une formule du professeur Jean Bernard : « Ajouter de la vie aux jours quand on ne peut plus ajouter de jours à la vie »,,.
Une seconde fille naît quelques mois plus tard, Azylis. Elle aussi est atteinte, mais à cinq semaines elle bénéficie d'une greffe de moelle osseuse, et pourra vivre malgré un fort handicap. Elle reste longtemps en chambre stérile à l'hôpital, pendant que sa sœur est en fin de vie à domicile. Anne-Dauphine et Loïc, les deux parents, se relaient avec leurs proches auprès des deux filles. Les rires ne sont pas absents, Thaïs devenue aveugle joue à cache-cache avec son frère aîné âgé de quatre ans. Un autre frère naît plus tard, un an après la mort de Thaïs. Azylis meurt en février 2017.

## Publication
C'est après la naissance de son quatrième enfant qu'Anne-Dauphine Julliand écrit ce récit. Publié en mars 2011 aux éditions Les Arènes, il « crée la surprise » et connaît un « succès étonnant » avec 60 000 exemplaires deux mois plus tard, 80 000 début juillet, pour atteindre 260 000 exemplaires en mai 2013. Il sort en format poche dans la collection « J'ai Lu - Récit » en mai 2013.
Le ton est jugé sobre et digne, sans pathos ni morale édifiante ; c'est un récit de l'inadmissible, tempéré par la découverte de solidarités et de forces insoupçonnées, avec une forte tranquillité d'âme.
En 2016, Anne-Dauphine Julliand réalise un film long métrage documentaire  sur le thème de l'enfant et la maladie, dans la lignée de son livre. Et les Mistrals gagnants est sorti sur les écrans le 1er février 2017.

## Récompenses
Le prix Paroles de patients est attribué à ce livre, et remis à Anne-Dauphine Julliand le 19 octobre 2011. Le prix Pèlerin du témoignage, institué en 2009, lui est décerné en 2013.